# Via Lliure
La Via Lliure ou Via Lliure a la República Catalana est une manifestation en faveur de l'indépendance de la Catalogne organisée le 11 septembre 2015 à Barcelone à l'occasion de la fête nationale de la Catalogne. Elle réunit 1,4 million de personnes à l'initiative de l'Assemblée nationale catalane (ANC) et d'Òmnium Cultural. Elle coïncide avec le début de la campagne électorale pour les élections au Parlement de Catalogne de 2015, qui voient la victoire des partisans de l'indépendance.

## Contexte
La Diada Nacional de Catalunya, fête nationale catalane célébrée chaque 11 septembre, est à la fois un événement festif et l'occasion d'exprimer les revendications nationalistes de la Catalogne. Depuis 2012, elle a pris un caractère indépendantiste et est devenue un rassemblement de masse : la manifestation « Catalunya, nou estat d'Europa » de 2012, la Voie catalane de 2013 et la V de la Diada de 2014 ont réuni entre un et deux millions de personnes réclamant l'indépendance de la Catalogne.
La Diada de 2015 coïncide avec le début de la campagne électorale pour les élections au Parlement de Catalogne du 27 septembre, auxquelles le président de la Généralité sortant Artur Mas a souhaité donner un caractère plébiscitaire, centré sur la question de l'indépendance. La liste d'union indépendantiste qu'il présente, Junts pel Sí, est composée de Convergence démocratique de Catalogne (CDC), d'Esquerra Republicana de Catalunya (ERC) et de personnalités issues des organisations civiles nationalistes, notamment l'Assemblée nationale catalane (ANC) et Òmnium Cultural, qui sont à l'initiative des grandes manifestations indépendantistes.

## Déroulement

### Préparation
La Via Lliure est organisée par l'Assemblée nationale catalane (ANC) et Òmnium Cultural dans le cadre de la campagne « Ara és l'hora », qui regroupe les organisations militant en faveur de l'indépendance de la Catalogne. Le programme de la manifestation est présenté le 2 juillet 2015 par le président de l'ANC Jordi Sànchez et la présidente d'Òmnium Muriel Casals. La « Via Lliure a la República Catalana » consiste à réunir un grand nombre de personnes sur l'ensemble des 5,2 kilomètres de l'avenue Méridienne à Barcelone. Les couleurs de la manifestation sont le blanc et dix couleurs représentant les dix valeurs fondatrices de la république souhaitée par les participants. Le cortège s'achève au parc de la Ciutadella où est situé le Parlement de Catalogne, pour signifier que les manifestants « remettent leur confiance et leur exigence » à leurs futurs représentants désignés lors des élections du 27 septembre, et l'avenue est divisée en 135 sections qui correspondent aux 135 sièges du Parlement.
La Via Lliure est précédée de dix réunions publiques organisées par l'ANC en dix lieux différents à travers le pays pendant chaque semaine de l'été 2015, consacrées à chacune des dix valeurs que doit incarner la future république : l'équilibre des territoires, la solidarité, l'ouverture sur le monde, la diversité, le développement durable, l'égalité, la justice sociale, l'innovation, la démocratie, et l'éducation et la culture. Les préparatifs de la manifestation sont effectués par l'ANC sous la direction de Josep Sabaté, avec l'aide de 2000 bénévoles. Environ 485 000 personnes s'inscrivent pour participer à la Via Lliure, un nombre équivalent aux manifestations des années précédentes.

### Manifestation

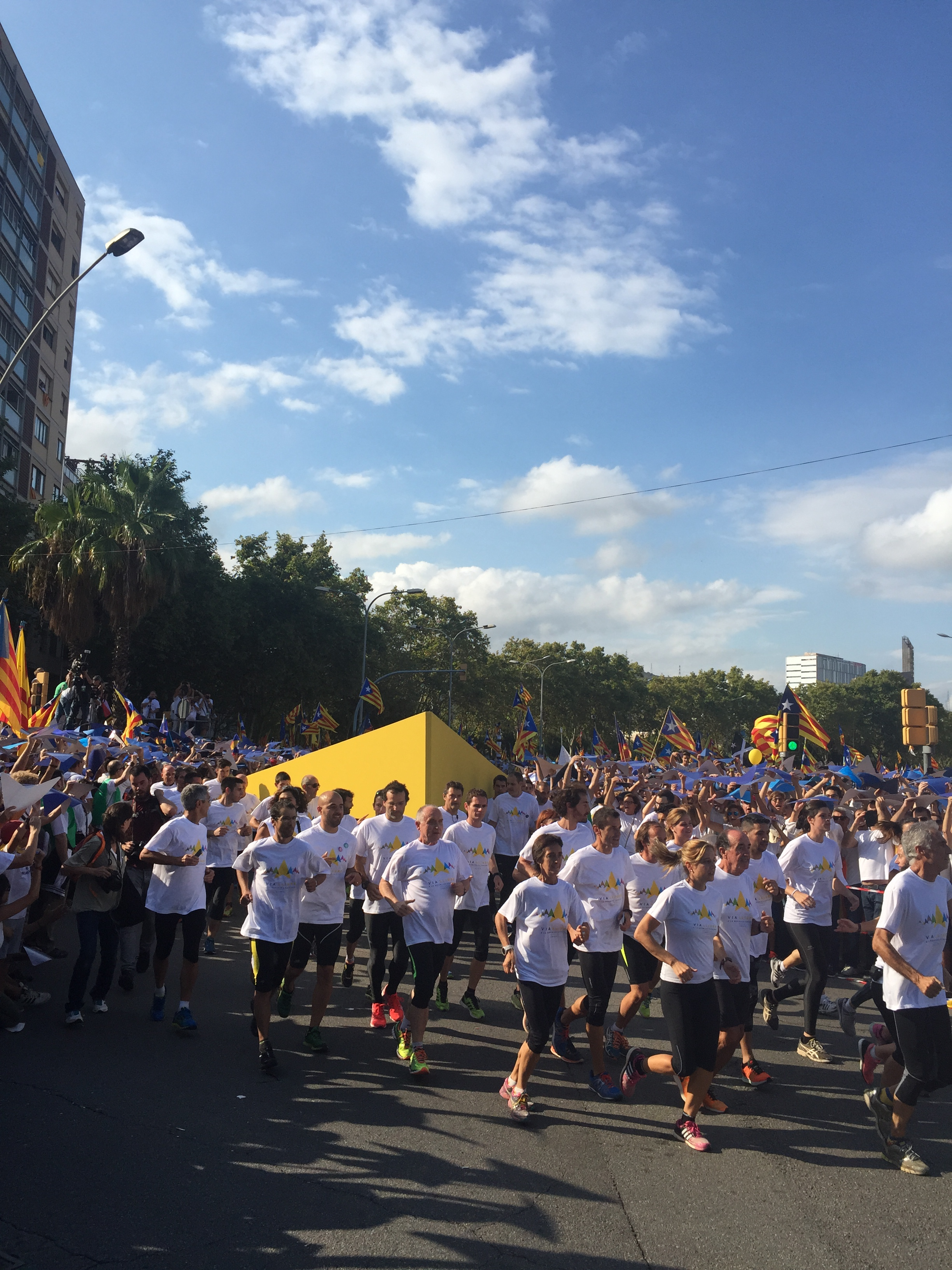
La flèche géante est portée à travers la foule sur l'avenue Méridienne.

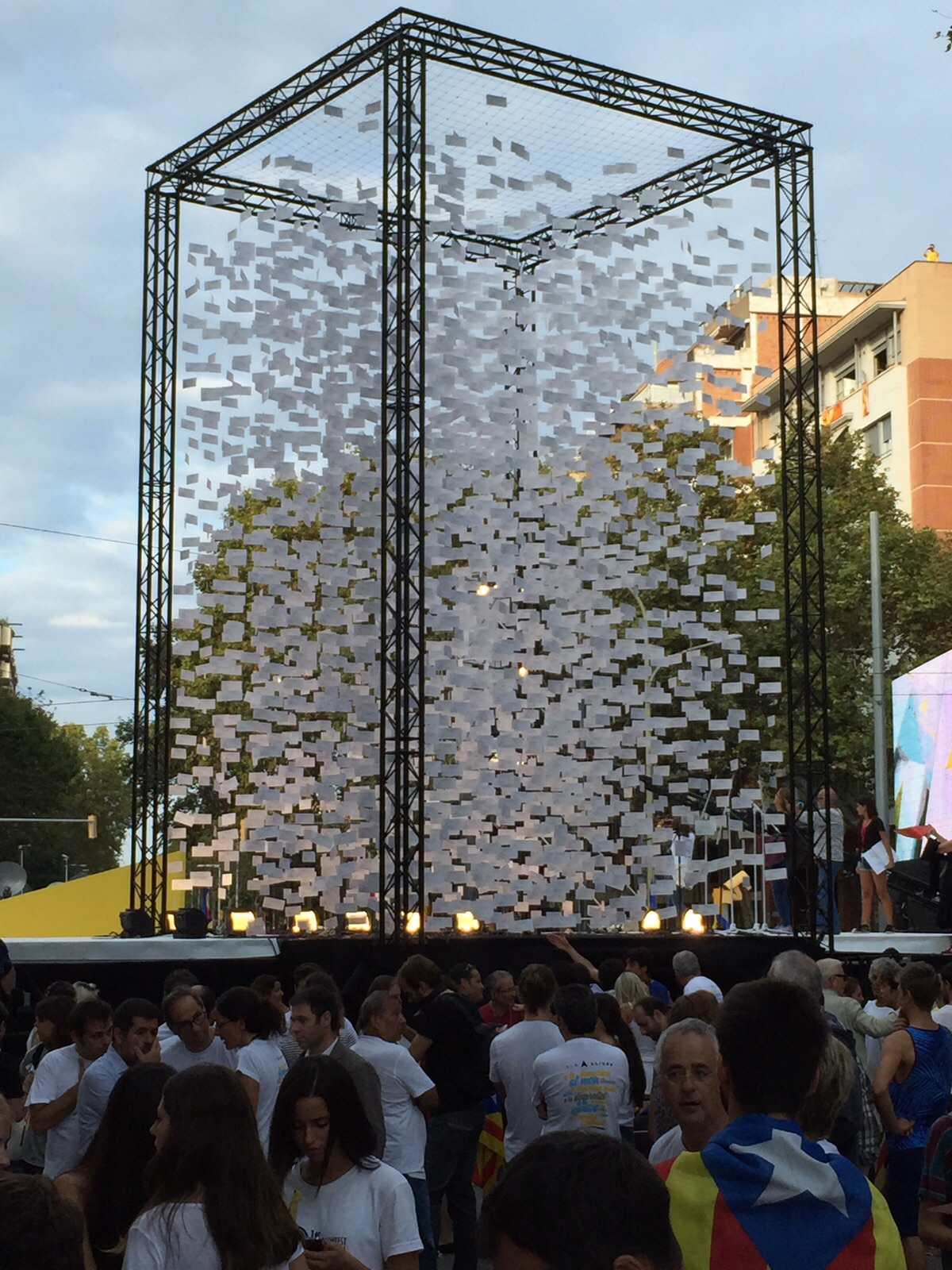
L'urne géante de la Via Lliure à l'entrée du parc de la Ciutadella.

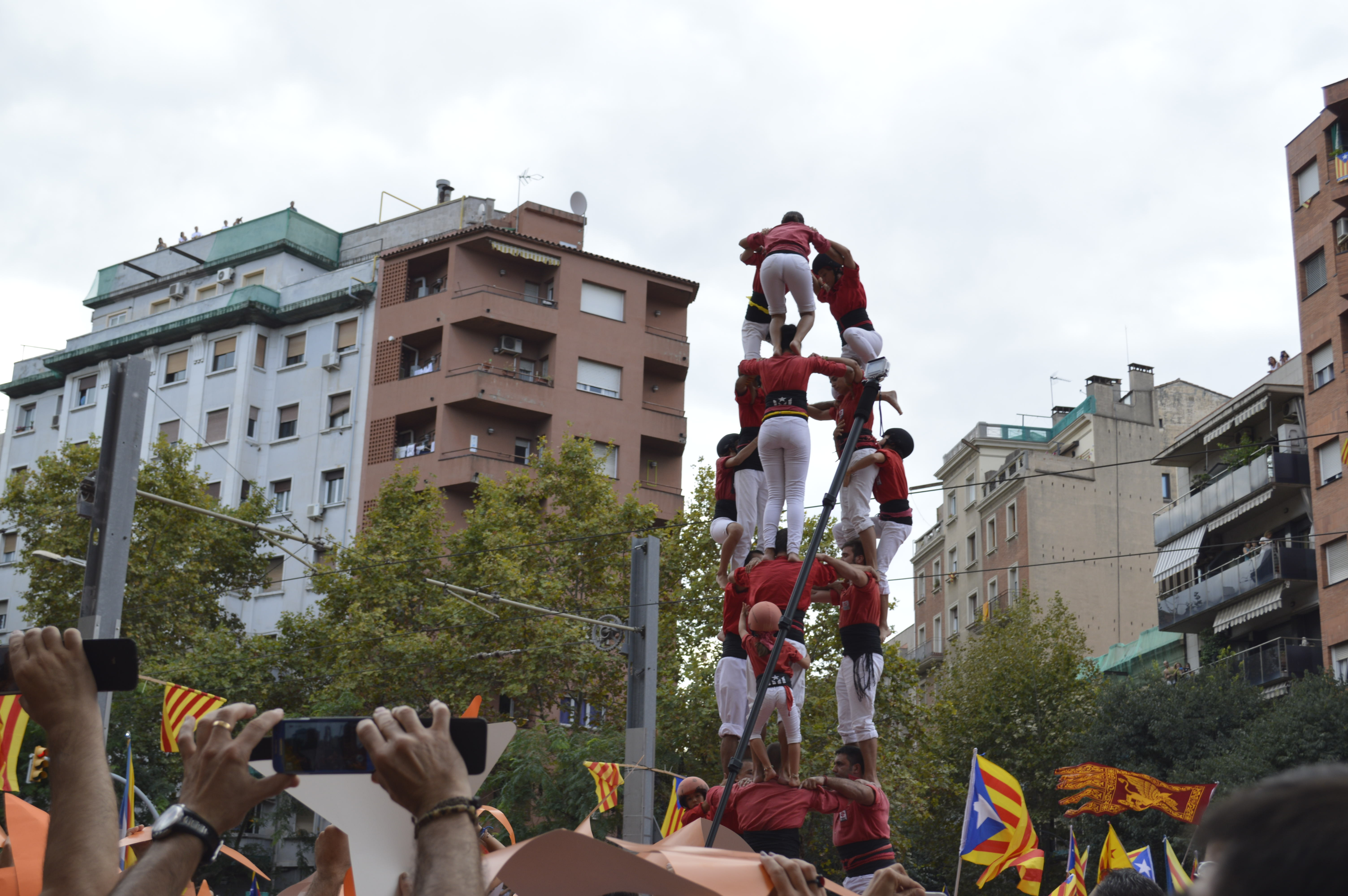
Un castell sur le parcours de la Via Lliure.

La Via Lliure a lieu le 11 septembre 2015 à Barcelone. Elle rassemble plus d'un million de personnes sur les 5,2 kilomètres de l'avenue Méridienne.
L'heure de départ de la manifestation, fixée à 17h 14, rappelle la défense de Barcelone de 1714 commémorée par la fête nationale. Une flèche jaune géante portée par vingt athlètes parcourt l'avenue du nord au sud à travers la foule vêtue de blanc. Elle traverse successivement les dix étapes qui symbolisent, par une couleur différente, les dix valeurs de la république catalane voulue par les participants. A son passage, les manifestants, répartis en 135 sections représentant les 135 sièges du Parlement de Catalogne, soulèvent des flèches colorées visibles depuis le ciel.
| N° | Thème | Thème                       | Sections | Image |
| -- | ----- | --------------------------- | -------- | ----- |
| 1  |       | La démocratie               | 1-14     |       |
| 2  |       | L'équilibre des territoires | 15-28    |       |
| 3  |       | La solidarité               | 29-41    |       |
| 4  |       | L'ouverture sur le monde    | 42-53    |       |
| 5  |       | La diversité                | 54-63    |       |
| 6  |       | Le développement durable    | 64-77    |       |
| 7  |       | L'égalité                   | 78-92    |       |
| 8  |       | La justice sociale          | 93-103   |       |
| 9  |       | L'innovation                | 104-120  |       |
| 10 |       | La culture et l'éducation   | 121-135  |       |

Le parcours de la Via Lliure s'achève après 45 minutes à l'entrée du parc de la Ciutadella où siège le Parlement de Catalogne. La flèche est déposée devant la tribune, sur laquelle se tient une urne géante contenant 9000 bulletins de vote rappelant la consultation sur l'indépendance de la Catalogne du 9 novembre 2014, tandis que le chœur des jeunes de l'Orfeó Català interprète Venim del Nord, venim del Sud. La manifestation se poursuit par les discours des organisateurs, suivis d'un concert conclu par l'hymne national Els Segadors.
La Via Lliure se tient dans une ambiance revendicative, mais aussi festive et familiale. Elle est accompagnée de slogans en faveur de l'indépendance et de nombreuses estelades, les drapeaux indépendantistes catalans. Une soixantaine de colles castelleres, des porteurs de géants et divers musiciens participent à la manifestation.

### Personnalités présentes
Diverses personnalités participent à la Via Lliure :
- personnalités politiques :
  - Raül Romeva, tête de liste de Junts pel Sí (indépendant) ;
  - Oriol Junqueras, président d'ERC ;
  - Neus Munté, vice-présidente du gouvernement (CDC) ;
  - Francesc Homs, porte-parole du gouvernement et conseiller à la présidence (CDC) ;
  - Ferran Mascarell (ca), conseiller à la culture (indépendant) ;
  - Santi Vila, conseiller au territoire et à la durabilité (CDC) ;
  - Antonio Baños, tête de liste de la CUP ;
  - Josep Rull, coordinateur général de CDC ;
  - Jordi Turull i Negre, président du groupe parlementaire de CDC ;
  - Gerardo Pisarello, conseiller à la mairie de Barcelone (BenComú) ;
  - Dolors Sabater, maire de Badalone (BenComú) ;
  - David Fernàndez, ancien député (CUP) ;
  - Ernest Benach, ancien président du Parlement de Catalogne (ERC).
- personnalités de la société civile :
  - Muriel Casals, ancienne présidente d'Òmnium Cultural ;
  - Gerard Piqué, joueur de football ;
  - Josep Maria Bartomeu, président du FC Barcelone ;
  - Agustí Benedito i Benet (ca), également candidat à la présidence du FC Barcelone ;
  - Lluís Llach, chanteur ;
  - Ventura Pons, réalisateur de films ;
  - Albert Sánchez Piñol, écrivain ;
  - Joan Dausà (ca), chanteur ;
  - Joel Joan, acteur ;
  - Josep Maria Mainat (ca), producteur de films ;
  - Manel Esteller (ca), professeur de médecine ;
  - Karmele Marchante (ca), journaliste ;
  - Albert Om i Ferrer, journaliste ;
  - Xavier Sala i Martín, économiste.

### Discours

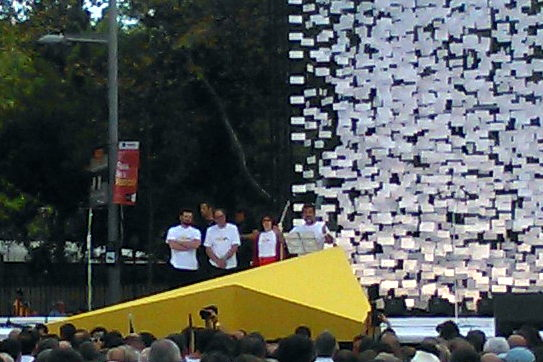
Les discours des organisateurs de la Via Lliure devant l'entrée du parc de la Ciutadella.

Les discours prononcés à l'occasion de la Via Lliure soulignent le caractère plébiscitaire des élections du 27 septembre 2015. Le nouveau président d'Òmnium Cultural, Quim Torra, déclare : « Contre la peur et les menaces, nous opposons la démocratie. », et le président de l'Assemblée nationale catalane, Jordi Sànchez, affirme : « Nous n'accepterons ni les renoncements ni les fausses pistes, les représentants institutionnels doivent savoir que nous nous tiendrons à leurs côtés lorsque les moments difficiles viendront. » Gabriel Rufián, porte-parole de l'ANC, prononce un discours en espagnol, et Liz Castro (ca), responsable de l'ANC pour l'international, un discours en anglais adressé à la communauté internationale.
Jordi Sànchez et Quim Torra sont reçus le soir même au palais de la Généralité par le président Artur Mas, qui déclare : « La rue exerce son influence, mais ce sont les urnes qui décident. ».

## Analyse

### Participation
La Via Lliure, qui réunit plus d'un million de participants, est un succès pour les partisans de l'indépendance de la Catalogne. Les participants sont 1,4 million selon la Guàrdia Urbana de Barcelone, 2 millions selon les organisateurs et 550 000 selon la délégation du gouvernement espagnol.

### Soutiens politiques
La manifestation coïncide avec le début de la campagne électorale pour les élections au Parlement de Catalogne de 2015. Les partis politiques nationalistes ont cependant choisi de rester en retrait afin de préserver le caractère transpartisan de l'événement et de ne pas le transformer en tribune électorale. La plupart des membres du gouvernement en exercice et des candidats de Junts pel Sí sont présents à titre personnel. La manifestation donne lieu à une compensation de temps de parole pour les partis opposés à l'indépendance dans les médias audiovisuels publics.
Le président de la Généralité et leader indépendantiste Artur Mas n'assiste pas à la Via Lliure pour ne pas apparaître comme un candidat en campagne électorale.
La maire de Barcelone Ada Colau apporte son soutien à la manifestation, mais n'y participe pas pour ne pas intervenir dans la campagne électorale.

### Oppositions
Le gouvernement espagnol critique la célébration de la Diada en accusant le président Artur Mas d'instrumentaliser la fête nationale au bénéfice de sa campagne électorale.
Les partis politiques unionistes sont absents de la Via Lliure :
- Le candidat du Parti des socialistes de Catalogne (PSC), Miquel Iceta, revendique le caractère pluraliste de la Diada, que « chacun a le droit de célébrer comme il le souhaite, avec les drapeaux de son choix, les sentiments qu'il préfère et les revendications qu'il juge appropriées »[20].
- La tête de liste de Ciutadans (C's), Inés Arrimadas, affirme représenter « les millions de Catalans qui sont restés chez eux » et n'ont pas participé à la Via Lliure[21].
- Le candidat du Parti populaire catalan (PPC), Xavier García Albiol, qui est le seul chef de parti à assister à la célébration organisée par la délégation du gouvernement espagnol déclare : « C'est l'une des Diadas les plus tristes dont je me souvienne. »[22]

Les médias espagnols, notamment la presse unioniste et la télévision publique, présentent une couverture minimale de l'événement, tandis que celui-ci occupe la première page des journaux catalans et qu'il est rapporté par la presse internationale. Les journaux conservateurs La Razón et ABC critiquent « une démonstration de force souverainiste » manipulée par le gouvernement catalan.